# Месхетия
Месхе́тия (груз. მესხეთი «Месхети») — общее название исторической юго-западной Грузии (Земо Картли), в настоящее время часть Месхетии входит в состав республики Грузия (Самцхе-Джавахетия), занимая юг и отчасти юго-запад, а другая часть находится на северо-востоке Турции (Артвин, Ардахан и северная часть Эрзурума). Исторический центр региона считается — город Ахалцихе.

## История
Исторически область была заселена грузинскими племенами месхов, принявшее христианство в IV веке вместе с другими грузинскими группами. C XIII века в княжестве Самцхе-Саатабаго, правили которым атабеги из дома Джакели. К 1576 году Месхетия была окончательно завоёвана турками-османами и стала частью Османской Турции. Чтобы сохранить свою власть, доминирующая феодальная семья Джакели приняла ислам, и член семьи Джакели почти постоянно носил титул паши до упразднения Ахалцихского пашалыка в 1829 году.
После окончания русско-турецкой войны (1828–1829) Российская империя расширила свои границы до «Турецкой Грузии» (Ахалцихский пашалик). К моменту присоединения региона к Российской империи его население состояло из «исламизированных» грузин. В период между 1829 и 1877 годами произошла значительная миграция мусульман на территорию Турции и армян на территорию России. Коренное грузинское население края было вынуждено переселиться в Турцию.
В 1886 г.  населения Ахалцихского уезда:
- 19,3% — православные грузины;
- 18,1% — грузины-католики;
- 19,4% — двуязычные мусульмане, говорившие как на грузинском, так и на турецком языках;
- 43,2% — тюркоязычные мусульмане;

Процесс тюркизации в Месхети продолжался и в XIX веке. Между 1829-1917 гг. Месхетия входила в состав Тифлисской губернии, а затем кратковременно находилась в составе Демократической Республики Грузия (1918-1921 гг.). С 1921 по 1991 год входила в состав Грузинской ССР.
Во время Второй мировой войны советские власти депортировали десятки тысяч турок-месхетинцев в Среднюю Азию в 1944 году. Во время холодной войны Месхети считалась зоной строгого режима из-за ее непосредственной близости к Турции.